# 兴济镇
兴济镇，是中华人民共和国河北省沧州市沧县下辖的一个乡镇级行政单位。

## 行政区划
兴济镇下辖以下地区：
余庆屯村、小傅庄村、后罗屯村、前罗屯村、宋官屯村、陆官屯村、南堤村、小王官村、大王官村、小鲁庄村、东槐庄村、港西村、町疃村、顺昌屯村、广昌屯村、寺庄村、东姜庄村、西姜庄村、北桃杏村、南桃杏村、赵庄子村、兴旺庄村、小吕庄村、北街村、民主街村、建国街村和南街村。